# Rheinbrohl
Rheinbrohl é um município da Alemanha localizado no distrito de Neuwied, estado da Renânia-Palatinado.
Pertence ao Verbandsgemeinde de Bad Hönningen.